# Evippa shivajii
Evippa shivajii là một loài nhện trong họ Lycosidae.
Loài này thuộc chi Evippa. Evippa shivajii được Benoy Krishna Tikader & A. Malhotra miêu tả năm 1980.